# Vertretung des Landes Baden-Württemberg beim Bund

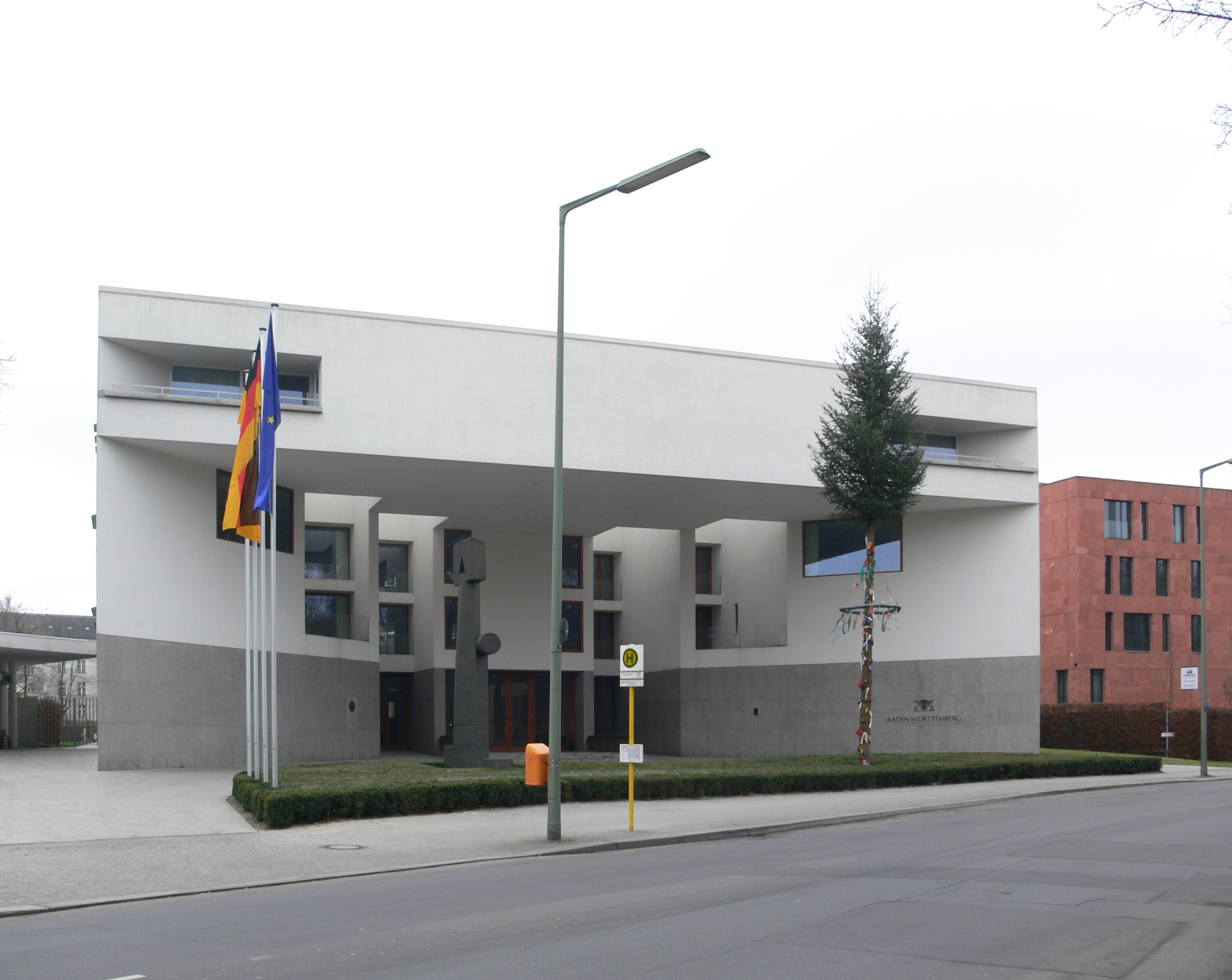
Vertretung des Landes Baden-Württemberg beim Bund

Die Vertretung des Landes Baden-Württemberg beim Bund befindet sich im Botschaftsviertel am Berliner Tiergarten im gleichnamigen Ortsteil. Sie fungiert als Bindeglied der Landesregierung mit dem Bundesrat und unterhält enge Beziehungen zum Deutschen Bundestag und zur Bundesregierung. Die Landesvertretung bereitet für Baden-Württemberg die Bundesratssitzungen vor und arbeitet dabei eng mit dem Staatsministerium und den Fachministerien in Stuttgart zusammen.
Sie dient als Schaufenster Baden-Württembergs in der Bundeshauptstadt. Zahlreiche Veranstaltungen präsentieren die Vielfalt des Landes und bringen Themen aus Baden-Württemberg auf die Berliner Bühne. Die Vertretung des Landes Baden-Württemberg beim Bund ist Begegnungsstätte für Bundes-, Landes- und Kommunalpolitiker, für Vertreter der Wirtschaft, der Gewerkschaften, der Verbände und Kirchen. Außerdem sind Vereine und Besuchergruppen regelmäßig zu Gast in der Vertretung. Die Landesvertretung pflegt Kontakte zu den ausländischen Botschaften in Berlin.

## Behörde
Die Landesvertretung gehört zum Geschäftsbereich des Staatsministerium Baden-Württemberg. Bevollmächtigter des Landes Baden-Württemberg beim Bund ist Rudi Hoogvliet.
In der Regel ist der Bevollmächtigte ein Staatssekretär oder ein besonderer „Minister für Bundesangelegenheiten“ innerhalb des Staatsministeriums Baden-Württemberg, das die Regierungsgeschäfte organisiert. Seit 1952 gab es folgende Vertreter des Landes Baden-Württemberg beim Bund:
- 1952–1953: August Gögler, Ministerialdirektor
- 1953–1960: Oskar Farny (CDU), Minister für Bundesangelegenheiten
- 1960–1963: Walter Hailer (CDU), Staatssekretär
- 1963–1972: Adalbert Seifriz (CDU), zunächst Staatssekretär, ab 1966 Minister
- 1972–1980: Eduard Adorno (CDU), Minister für Bundesangelegenheiten
- 1980–1984: Annemarie Griesinger (CDU), Ministerin für Bundesangelegenheiten
- 1984–1992: Heinz Eyrich (CDU), Minister für Bundesangelegenheiten, bis 1991 im Justizministerium, danach im Staatsministerium
- 1984–1998: Gustav Wabro (CDU), Staatssekretär
- 1998–2001: Willi Stächele (CDU), Staatssekretär
- 2001–2005: Rudolf Köberle (CDU), Minister für Bundesangelegenheiten
- 2005–2011: Wolfgang Reinhart (CDU), 2005–2008 als Staatssekretär mit der Amtsbezeichnung „Minister und Bevollmächtigter des Landes beim Bund“, von 2008 bis 2010 als Minister für Bundes- und Europaangelegenheiten und im Staatsministerium Baden-Württemberg, ab 2010 als Minister für Bundes-, Europa- und internationale Angelegenheiten
- 2011–2016: Peter Friedrich (SPD), Minister für Bundesrat, Europa und internationale Angelegenheiten
- 2016–2020: Volker Ratzmann (Bündnis 90/Die Grünen), Staatssekretär
- 2020–2021: Andre Baumann (Bündnis 90/Die Grünen), Staatssekretär
- seit 2021: Rudi Hoogvliet (Bündnis 90/Die Grünen), Staatssekretär für Medienpolitik

## Gebäude

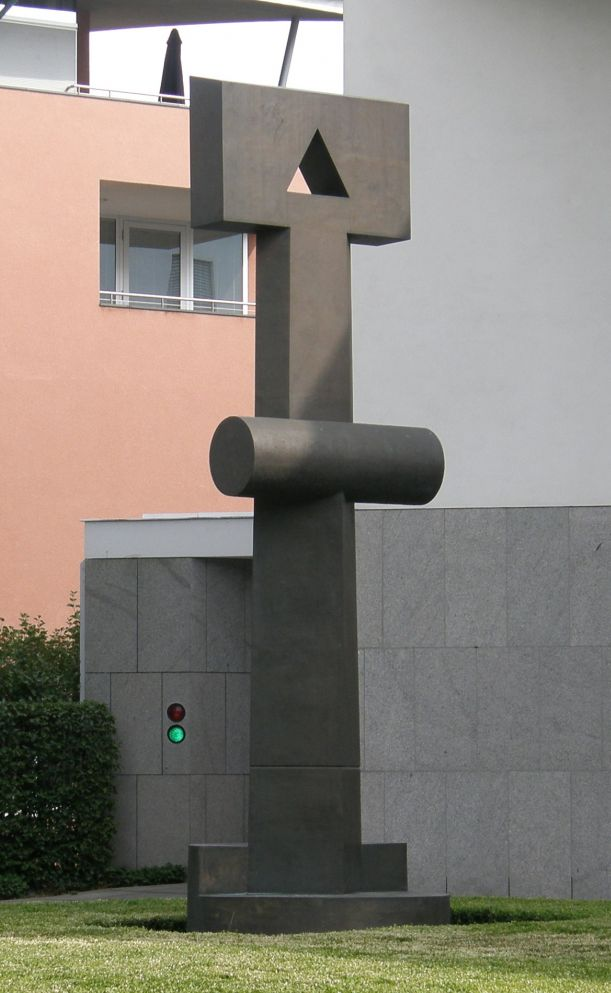
Skulptur von Otto Herbert Hajek

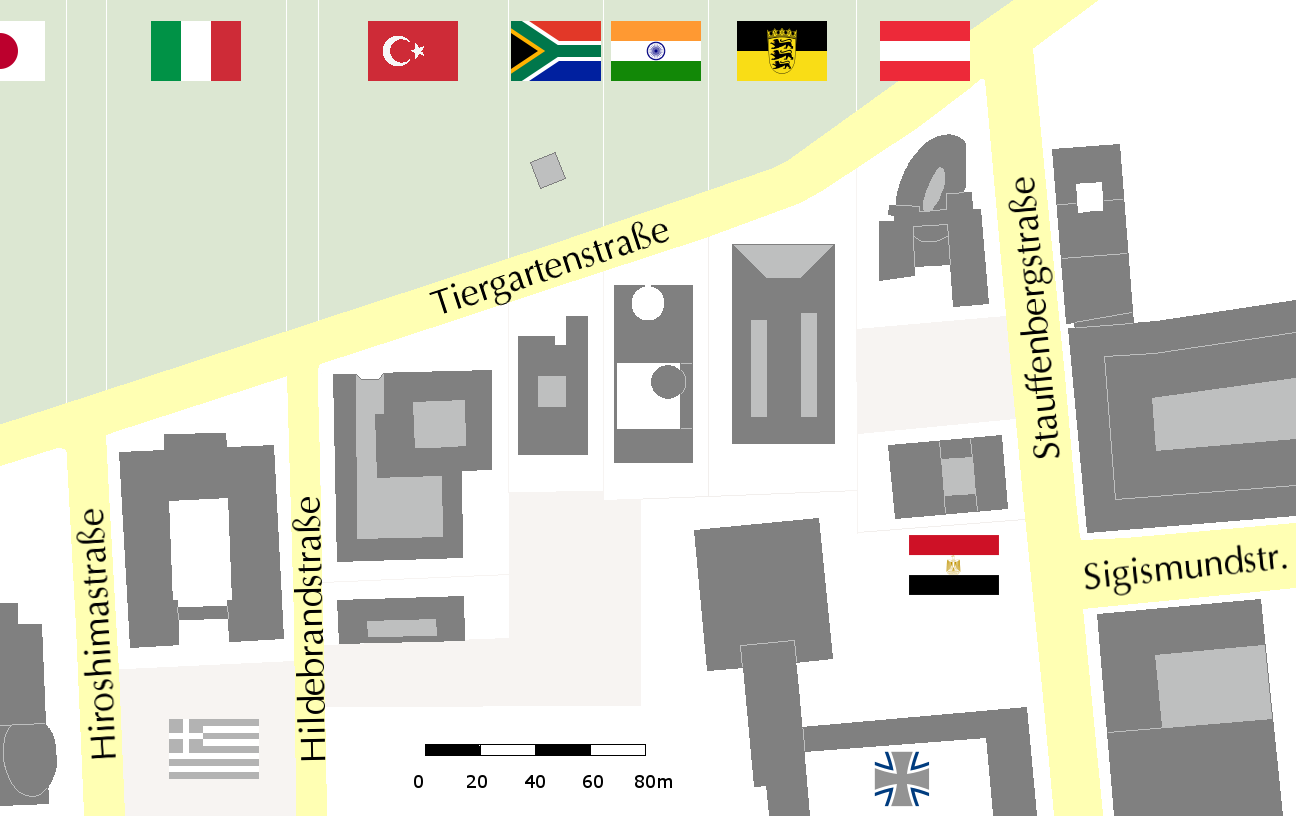
Vertretung des Landes Baden-Württemberg mit Nachbargebäuden

Das von Architekt Dietrich Bangert erbaute Gebäude befindet sich im Botschaftsviertel am Berliner Tiergarten zwischen der Botschaft Indiens und der Botschaft von Österreich und wurde im Juni 2000 eröffnet. Auf der Südseite grenzt die baden-württembergische Vertretung an den Bendlerblock, in dem sich auch die Gedenkstätte zur Erinnerung an den Widerstand gegen den Nationalsozialismus befindet. Es handelt sich um einen Neubau auf einem Grundstück, das zur einen Hälfte (ehemals: Tiergartenstraße 15a) einst dem Kunstmäzen James Simon gehörte und zur anderen Hälfte (Tiergartenstraße 15) dem Bankier Emil Salomon († 1909), Vater des bekannten Fotografen Erich Salomon. Neubau und Grundstück kosteten zusammen ca. 40 Millionen Euro. Das rund 57.000 m² große Grundstück hat Baden-Württemberg weitgehend zum Wert seiner angestammten Liegenschaft in Berlin eingetauscht. Im Gegensatz zu allen anderen Bundesländern hatte Baden-Württemberg über die langen Jahre der Teilung Berlins hinweg, die alten badischen und württembergischen Grundstücke nicht veräußert. Die landeseigenen Einzelgrundstücke waren allerdings für die Unterbringung der neuen Landesvertretung nicht geeignet. Es begannen Verhandlungen über ein neues Grundstück, das für die neue Vertretung hervorragend gelegene Grundstück Tiergartenstraße 15. Im September 1996 wurde der Tausch und Kauf besiegelt. Baden-Württemberg erwarb die Tiergartenstraße im Diplomatenviertel. Im Gegenzug wurde das Grundstück Hildebrandstraße 16 – aus ehemals württembergischen Besitz – an den Bund getauscht. Das landeseigene Grundstück Hildebrandtstraße 10 (ehemals badischer Besitz) wurde an den Staat Portugal verkauft. So konnte Baden-Württemberg ohne erdrückende Finanzierungsaufwendungen das neue Grundstück erwerben. Das Gebäude verfügt neben zahlreichen Veranstaltungsräumen auch über eine Weinstube und einen Raum mit Zeppelin-Motiven, sowie ein Kaminzimmer einschließlich Dachterrasse. Das dritte Geschoss beherbergt ein Gästehaus.

## Geschichte
Bereits die früheren Länder Baden und Württemberg hatten entsprechende Einrichtungen, die ihrerseits auf die Gesandtschaften der Bundesstaaten beim Deutschen Reich und dessen Vorgängerstaaten zurückgehen. Die erste Vertretung Baden-Württembergs beim Bund wurde 1954 in Bonn errichtet und 1973 baulich erweitert. Nach dem Umzug der Bundesregierung nach Berlin entschloss sich auch Baden-Württemberg, seine Vertretung nach Berlin zu verlegen.

## Baden-Württemberger in Berlin e.V.
In der Landesvertretung trifft sich regelmäßig der im Jahr 2000 gegründete Verein Baden-Württemberger in Berlin e. V. Dieser Verein geht auf den Verein Württemberger zu Berlin (1869 gegründet) und den Verein der Badener in Berlin (1894 gegründet) zurück. Der Verein wendet sich vor allem an Bürger Baden-Württembergs, die in Berlin leben. Dem Vereinsvorstand gehört der Bevollmächtigte des Landes Baden-Württemberg durch eine entsprechende Klausel in der Satzung ex officio (als geborenes Mitglied) an.